# Prokop Lažanský z Bukové (1771–1823)
Prokop hrabě Lažanský z Bukové (2. května 1771 Praha – 24. února 1823 Vídeň) byl rakouský úředník, zastával řadu klíčových funkcí ve správě habsburské monarchie.

## Rodina
Pocházel z rodiny Lažanských z Bukové. Narodil se jako syn nejvyššího českého a prvního rakouského kancléře Prokopa Lažanského a jeho první manželky hraběnky Walburgy Kolowrat-Krakowské, dcery českého nejvyššího sudího Prokopa Jana Krakovského z Kolovrat a sestry pražského arcibiskupa Aloise Josefa a polního maršála Jana Karla. Druhá manželka jeho otce, Marie Ulrika Falkenhaynová, byla nejvyšší hofmistryní císařovny Karoliny Augusty. Jeho mladší bratr Jan byl prezidentem českého zemského práva a nejvyšším sudím.
Oženil se s dcerou rektora pražské univerzity Josefa Bretfelda a neteří pražského arcibiskupa Václava Leopolda Chlumčanského z Přestavlk Terezií. Jeho švagrem se tak stal rektor vídeňské univerzity František Leopold Bretfeld-Chlumčanský. S manželkou měli syny Prokopa, Vojtěcha a Leopolda a dcery Ludmilu a Marii.

## Kariéra
Po studiích na tereziánské rytířské akademii a následně na univerzitách ve Vídni a v Praze nastoupil jako poručík k pluku karabiníků vévody Albrechta. Po dvou letech, v roce 1791, přešel do civilní služby jako praktikant u kouřimského krajského úřadu, v roce 1796 se stal krajským hejtmanem v Litoměřicích. V roce 1799 nastoupil jako guberniální rada v Praze, v roce 1804 se stal viceprezidentem haličského gubernia a v letech 1805 až 1813 zastával úřad moravskoslezského gubernátora a z titulu předsedy zemského výboru i moravského zemského hejtmana. Během tohoto období se zasloužil o zmírnění škod způsobených v zemi francouzskými vojsky. V roce 1813 se stal dvorským kancléřem ve spojené dvorské kanceláři ve Vídni. V roce 1814 se stal předsedou dvorské ústřední komise pro nově získaná území. Po ukončení její činnosti v roce 1817 se vrátil do funkce dvorského kancléře s působností pro české země a Halič a předsedal dvorské studijní komisi.
V roce 1799 byl jmenován císařským komořím, v roce 1803 tajným radou, v roce 1806 se stal komandérem řádu svatého Štěpána, v roce 1809 byl vyznamenán velkokřížem téhož řádu. V roce 1814 obdržel velkokříž Leopoldova řádu.

## Velkostatkář
Po otci zdědil panství Chyše a část panství Rabštejn, v roce 1821 přikoupil i statek Libyni. Jeho manželka Terezie byla dědičkou Bretfeldovského paláce v Praze.